# 삼성전자판매
삼성전자판매(三星電子販賣, 영어: Samsung Electronics Sales)는 대한민국의 기업으로, 삼성전자의 계열사로 삼성전자가 100% 출자하여 설립하였다. 전자, 전기제품 도소매업을 주요 목적으로 하고 있다.

## 연혁
- 1996년 7월: 법인 설립
- 1998년 10월: 삼성전자의 100% 출자로 리빙프라자 설립[2]
- 2013년 11월 1일: 상호명을 삼성전자판매로 변경[2]

## 사업 부문
- 삼성스토어[3] - 종합 전자 전문 매장[4]
- 삼성모바일스토어 - IT · 모바일 · 휴대폰 전문 매장[4]
- 백화점 - 백화점 내 전자 전문 매장[4]